# Liste der Kulturdenkmäler in Angelburg
Die folgende Liste enthält Kulturdenkmäler auf dem Gebiet der Gemeinde Angelburg im Landkreis Marburg-Biedenkopf, Hessen.
| Bild                                             | Bezeichnung                                      | Lage                                                  | Beschreibung | Bauzeit         | Daten |
| ------------------------------------------------ | ------------------------------------------------ | ----------------------------------------------------- | --- | --------------- | ----- |
| weitere Bilder                                   | Ehemalige Schule und Evangelischer Betsaal       | Frechenhausen Lage                                    | 1846–1848 als Schule mit Betsaal erbauter stattlicher zweigeschossiger Bau mit Bruchsteinmauerwerk und Turm mit Pyramidenhelm von Kreisbaumeister Georg Friedrich Theodor Sonnemann; seit 1977 Kirche und ev. Gemeindezentrum | 1846–1848       |       |
| 3-bogiges Viadukt im Südwesten von Frechenhausen | 3-bogiges Viadukt im Südwesten von Frechenhausen | Frechenhausen, Winkelstraße Lage                      | |                 |       |
| weitere Bilder                                   | Evangelische Kirche                              | Lixfeld, Britzenbachstraße 1 Lage                     | Chorturm aus dem 13. Jahrhundert mit Kreuzgratgewölbe und Spitzhelm mit vier Wichhäuschen (Wachhäuschen) und Turmuhren, mittelalterliches Schiff; bei Erweiterung 1976/1977 Flachdecke durch hölzerne Spitztonne ersetzt.     | 13. Jahrhundert |       |
| weitere Bilder                                   | Ehemaliges Gemeindebackhaus                      | Gönnern, Gasse 16 (Kreuzung Hauptstraße – Gasse) Lage | Quadratischer gewölbter Steinbau mit zweifach abgesetztem Zeltdach | 1712            |       |

Diese Liste enthält Denkmäler aus der vorhandenen einschlägigen Literatur. Diese wird im Abschnitt Einzelnachweise referenziert. Die Denkmaleigenschaft – und damit der gesetzliche Schutz – wird in §2 des Hessischen Denkmalschutzgesetzes (HDSchG) definiert und hängt nicht von der Eintragung in eine Denkmalliste ab. Auch Objekte, die nicht in der Denkmalliste verzeichnet sind, können Denkmäler sein. Eine verbindliche Auskunft erteilt das Hessische Landesamt für Denkmalpflege.